# Herkal, Bilgi
Herkal là một làng thuộc tehsil Bilgi, huyện Bagalkot, bang Karnataka, Ấn Độ.